# Raión de Veselynove
Veselynove (en ucraniano: Веселинівський район) es un raión o distrito de Ucrania en el óblast de Mykolaiv. 
Comprende una superficie de 1200 km².
La capital es la ciudad de Veselynove.

## Demografía
Según estimación 2010 contaba con una población total de 25300 habitantes.

## Otros datos
El código KOATUU es 4821700000. El código postal 57000 y el prefijo telefónico +380 5153.